# Provincia di Trang
La provincia di Trang  (in thailandese จังหวัดตรัง, Changwat Trang) è in Thailandia, nel gruppo regionale della Thailandia del Sud. Si estende per 4.917,5 km² e a tutto il 2020 aveva 640 574 abitanti. Il capoluogo è il distretto di Mueang Trang, nel quale si trova la città principale Trang.
La provincia comprende le isole di Koh Libong, Koh Muk e altre isole minori.

## Geografia antropica

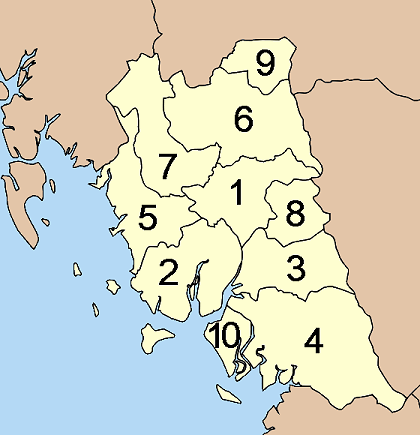
Mappa degli Amphoe

La provincia è suddivisa in 10 distretti (amphoe). Questi a loro volta sono suddivisi in 87 sottodistretti (tambon) e 697 villaggi (muban).
| 1. Mueang Trang 2. Kantang 3. Yan Ta Khao 4. Palian 5. Sikao | 1. Huai Yot 2. Wang Wiset 3. Na Yong 4. Ratsada 5. Hat Samran |

### Amministrazioni comunali
A tutto il 2020, l'unico comune della provincia con lo status di città maggiore (thesaban nakhon) era Trang, che aveva 56 893 residenti, e l'unico comune che rientrava tra le città minori (thesaban mueang) era Kantang (con 11 815). Erano inoltre presenti 20 municipalità di sottodistretto (thesaban tambon) e tra le più popolose vi era Huai Yot, con 8 252 residenti. Nell'aprile 2020, le aree che non ricadono sotto la giurisdizione delle amministrazioni comunali erano governate da un totale di 77 "Organizzazioni per l'amministrazione del sottodistretto" (ongkan borihan suan tambon).